# Осада Круи (1466—1467)
Вторая осада Круи происходила с июня 1466 по 23 апреля 1467 года. Османский султан Мехмед II Завоеватель привел армию в Албанию, чтобы победить Скандербега, лидера Лежской лиги, которая была создана в 1444 году после того, как он начал освободительную войну против османов. Во время почти годичной осады главная крепость Скандербега, Круя, выдержала осаду, в то время как сам Скандербег перемещался по Албании, чтобы собрать силы и облегчить отступление беженцев из районов, которые были атакованы османами. Круя смогла выдержать осаду, наложенную на него Баллабаном Бадерой, санджакбеем Охридского санджака, албанца, воспитанного через девширме в османской империи. К 23 апреля 1467 года османская армия потерпела поражение, и Скандербег вступил в Крую.
Мехмед II Фатих решил построить крепость там, где сейчас находится Эльбасан, которая стала бы постоянной базой для будущих османских нападений на владения Скандербега. Крепость особенно беспокоила Венецию, так как Эльбасан был построен на берегах реки Шкумбини, что позволило бы османам отправлять корабли в Адриатику и угрожать венецианским колониям. Видя, что его положение стало неблагоприятным, Скандербег предпринял поездку в Италию, где он попытается убедить папу римского Павла II и короля Неаполя Фердинанда I, чтобы помочь ему в войне против османов. Несмотря на многочисленные обещания папы, Скандербег мало что получил из-за опасений войны Неаполя с Римом и междоусобиц в римской курии. Фердинанд I и Венецианская республика также отложили обращение Скандербега к папе римскому.
После его возвращения венецианцы решили послать войска против наступающих турок-османов. Скандербег собрал 13 400 человек, среди которых было много венецианцев, чтобы начать штурм османского осаждающего лагеря, как только султан Мехмед Завоеватель покинул Албанию после строительства Эльбасана. Скандербег разделил свою армию на три части и окружил осаждающих турок. Баллабан Бадера был убит во время боев, а османские войска остались без командира, были истощены и окружены. Затем албанско-венецианские войска завершили разгром, перебив оставшиеся османские войска, прежде чем они смогли бежать через Дебар. Победа была хорошо встречена как албанцами, так и итальянцами. Это не означало окончания войны, однако вскоре после этого Скандербег предпринял несколько штурмов Эльбасана после того, как его уговорила Венеция, но не смог взять крепость из-за отсутствия артиллерии. Сама Венеция была в конфликте со своими итальянскими соседями, что привело Мехмеда к началу ещё одной кампании против албанцев. Это привело к третьей осаде Круи.

## Предыстория

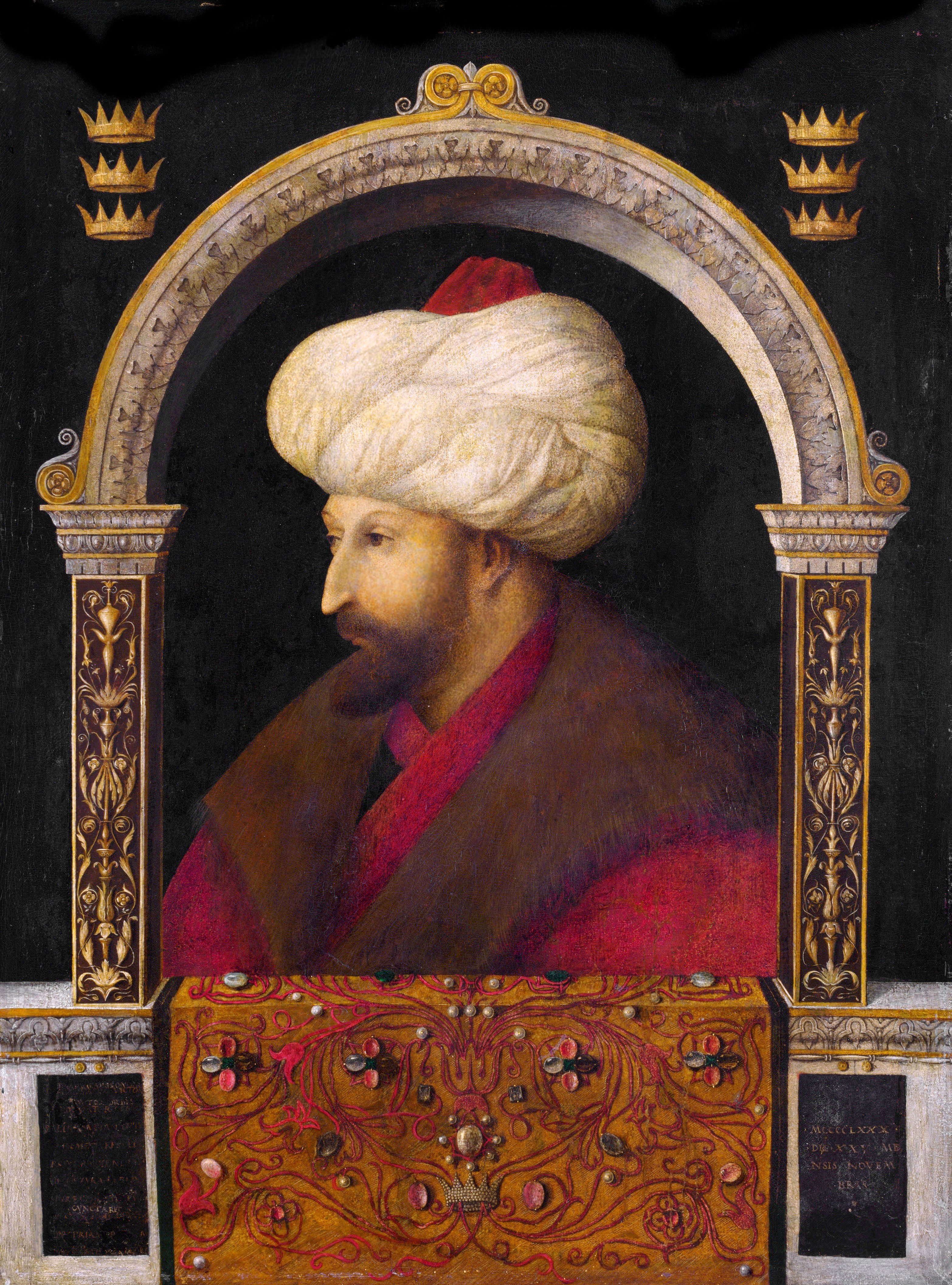
Мехмед II

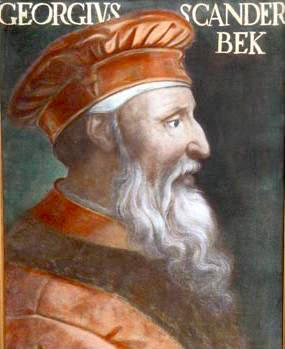
Скандербег

Скандербег был османским санджакбеем, который дезертировал из османской армии и объединил нескольких албанских князей в Лежскую лигу. Из Круи, своего главного форта, он руководил военными операциями против Османской империи. Победив османов во многих сражениях, он вступил в союз с западными христианскими государствами и лидерами, особенно с королем Альфонсо V Неаполитанским и Папской областью. 14 августа 1464 года умер папа римский Пий II, один из главных благодетелей Скандербега, и его планы крестового похода против Османской империи рухнули. Союзы и обещания помощи со стороны крупных христианских держав были отменены, за исключением венгерского короля Матьяша Корвина и Венецианской республики. Султан Мехмед II, осознав вакуум власти, возникший после смерти папы Пия, попытался воспользоваться ситуацией. Таким образом, он попытался подписать мирное соглашение с Венгрией и Венецией, чтобы его войска могли сосредоточиться на Албании, чтобы получить базу для будущих кампаний на итальянском полуострове. Однако его усилия не увенчались успехом, так как ни Венеция, ни Венгрия не приняли предложенного им договора. Таким образом, Мехмед Завоеватель держал свои армии на Балканах, одну под крепостью Яйце в Боснии, другую в Охриде и третью в Морее.
Скандербег возглавил вторжение в османские владения близ Охрида с помощью венецианских войск под командованием кондотьера Антонио да Козенца, также известного как Чимаросто, 6 сентября 1464 года. Вместе они нанесли поражение расположенным там 14/15 сентября османским войскам под командованием Шеремет-бея. Венецианский Сенат 29 сентября информировал венгров о совместном успехе албанцев и венецианцев. Султан Мехмед II, чувствуя слабость своих границ, назначил Баллабана Бадру главнокомандующим вместо Шеремет-бея. Баллабан Бадера был албанцем по рождению, который попал в османскую армию через систему девширме. В 1464—1465 годах Баллабан исполнял обязанности санджабея Охридского санджака на границе с Албанией. Тем временем папа римский Павел II начал планировать свой собственный крестовый поход, но с другими средствами, чем его предшественник. Он планировал заставить крупнейшие европейские государства помочь финансировать крестовый поход, в то время как Венеция, Венгрия и Албания будут сражаться. Он также хотел помочь албанцам как можно больше и призвал Неаполитанское королевство, чтобы снабдить Скандербега боеспособными силами. Венеция начала рассматривать вопрос о заключении мира с турками-османами, поскольку её ресурсы значительно сократились, в то время как Венгрия приняла оборонительную стратегию, однако давление со стороны папы римского и Скандербега заставило их прервать свои усилия.
Османско-албанская война продолжалась до 1465 года, когда Баллабан Бадера встретился со Скандербегом в битвах при Вайкале, Мекаде, вторично при Вайкале и Кашари. Тем временем Мехмед Завоеватель продолжал вести мирные переговоры с Венгрией и Венецией. Скандербег оказался в изоляции во время этих переговоров, даже если они не увенчались успехом, поскольку конфликтующие державы временно прекратили конфликт. Кроме того, Фердинанд I Неаполитанский не послал своих обещанных сил, и венецианские войска под командованием Чимаросто покинули Албанию. Осенью 1465 года османские войска двинулись из Мореи и Боснии, чтобы ускорить мирные переговоры. Венеция, однако, отказалась от мира, и Скандербег полагал, что начнется новая албанско-венецианская кампания. Он поддерживал постоянную переписку своего посла Пала Энджели с Синьорией (Венецианским сенатом), которая послала его в Албанию, чтобы сообщить Скандербегу о наборе войск, хотя в то время было набрано всего 300 человек, а командовал ими Чимаросто. Венеция также была в процессе отправки своих проведиторов в венецианскую Албанию 3 000 дукатов для вербовки воинов. Они также отправили четыре пушки, десять спрингалдов и десять бочонков с порохом. Весь апрель ходили слухи, что османы готовятся к походу в Албанию. К 18 апреля 1466 года Венеция получила известие, что османы направляются в Албанию.

## Кампания

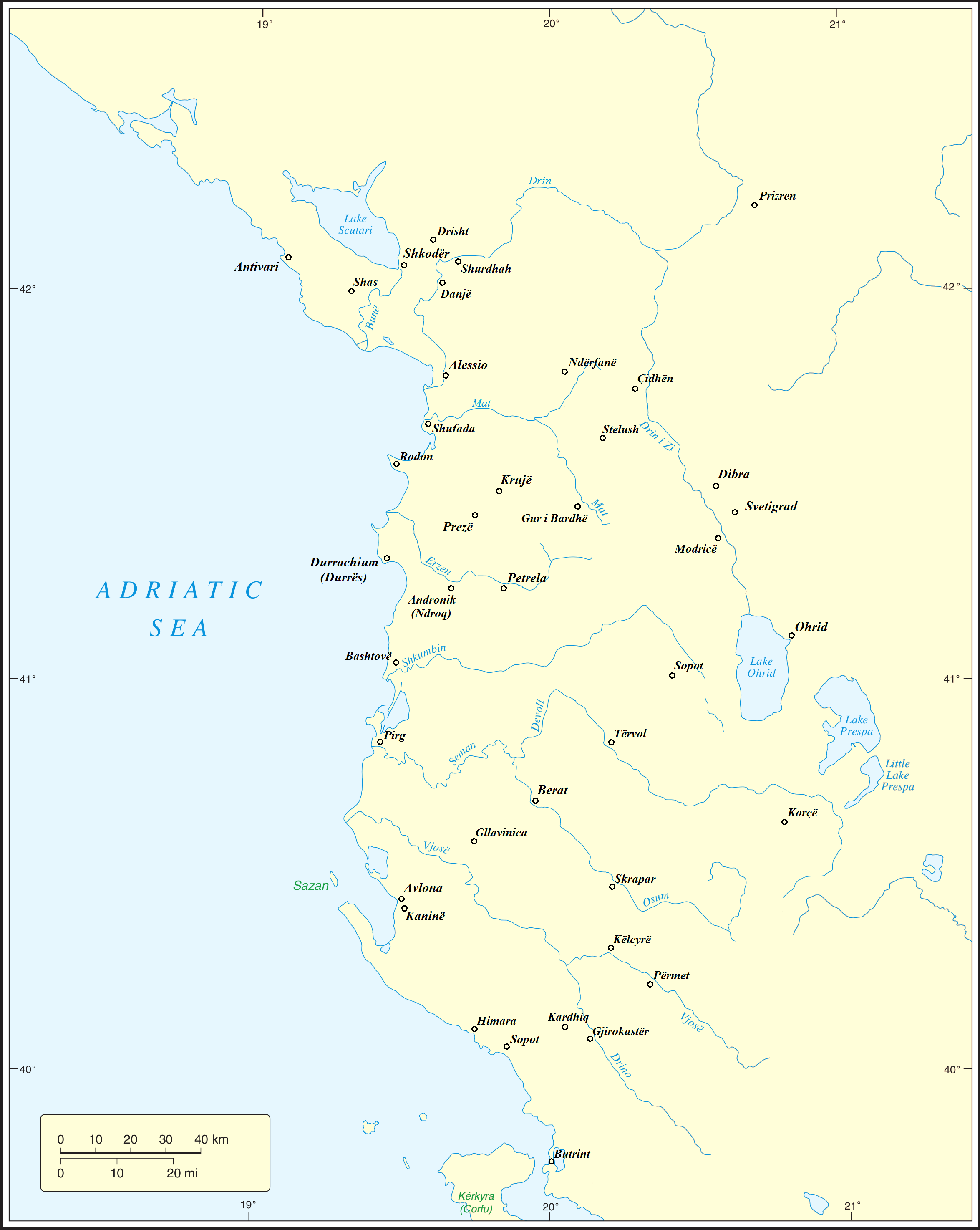
Основные албанские города в течение XV века, включая поселения в соседних государствах

Как только пришло известие о приближении турок-османов, Венеция послала подкрепление в свои города вдоль Албании. В Дураццо (совр. Дуррес) уже был размещен 3-тысячный гарнизон. Крепость Скутари также была укреплена после совета Скандербега, и крепостные стены были восстановлены. 19 апреля 1466 года распространилась весть, что султан собирается выступить в Авлонью (Влеру) с армией в 100 000 человек, хотя рагузинцы сообщали, что их число составляет 30 000 человек. Османские войска были готовы к вторжению в Неаполитанское королевство, чтобы заставили Фердинанда заключить союз с Мехмедом. Ситуация на Балканах, однако, не была ясной, поскольку считалось, что османы могут выступить против Боснии, Сербии, Далмации, Негропонта или Албанииref name="Frasheri423"/>. К началу мая, однако, стало ясно, что османы нападут на Албанию после окончания военных кампаний султана в Валахии, Карамане и Мореи. Ни одно из обещанных подкреплений из Неаполя и Венеции не прибыло, и Скандербегу пришлось сражаться с османскими войсками только с войсками Лиги.

### Османская деятельность в Албании
Из Восточной Албании пришли новости о том, что османы начали массовые убийства в этом районе. Папа римский был огорчен этим и призвал христианских князей Европы помочь Скандербегу. Вскоре после этого османская армия Мехмеда Завоевателя вошли в Албанию. В отличие от своего отца Мурада II, Мехмед считал, что единственный способ завоевать Албанию — это изолировать Крую, главную албанскую крепость, сократив людские ресурсы Скандербега, его снабжение, политическую и моральную поддержку. После этого Круя будут держать в осаде. Таким образом, османская кампания была направлена в двух направлениях: одна армия наступала через долину реку Шкумбин, а вторая — через долину реки Чёрный Дрин. Обе османские группировки опустошали и разоряли албанские земли, истребляли местное население резне местного населения, сжигали населенные пункты и деревни, которые оказывали им сопротивление. Таким образом, население вынуждено было спасаться бегством в безопасные районы.
Скандербег не ожидал такой кампании, и его армия не была готова остановить наступление. Согласно акту, обнародованному монополией в Апулии, армия из 300 000 солдат (цифра, считающаяся преувеличенной) вошла в Албанию, вырезала 7 000 человек и разграбила многие населенные пункты, в то время как Скандербег готовился бежать в Италию. Однако Скандербег остался в Албании, но он послал двенадцать кораблей со многими жителями Круя в Италию в качестве беженцев. Вместе с ними он послал свою жену Донику и своего единственного сына Гьона. Они направлялись к Монте-Сант-Анджело, замок, подаренный Скандербегу после его кампаний в поддержку короля Фердинанда против сторонников Анжуйской династии. Прибытие албанских беженцев ещё больше расстроило папу и многих итальянцев, которые пришли к убеждению, что Албания будет завоевана и что Мехмед теперь готовится к походу в Италию. Весть об обратном дошла также до Рима, где говорилось, что Лежская лига пока ещё не была разбита, и что Круя все ещё держится.
Скандербег отступил в горы, окружающие Скутари (Шкодер), где он собрал людей, чтобы освободить Крую. Акынджи Мехмеда рассыпались по албанским землям, грабя и убивая местное население. По мнению ученого Мехмеда Нешриу это было актом возмездия в связи с набегами Скандербега на Македонию в 1464 году, которые прервали осаду османской армией крепости Яйце в Боснии. Османский историк Идриси Битлиси утверждает, что поход Мехмеда в Албанию был ответом на нарушение перемирия в 1463 году, когда Скандербег узнал, что крестовый поход против османов, организованный Пием II, был готов отправиться из Анконы. Само сопротивление было описано Турсун-беем: албанцы получили контроль над горными вершинами и долинами, где у них были свои kulle (укрепленные башни), которые были разрушены при их взятии турками. Те, кто находился внутри, особенно молодые мужчины и женщины, были проданы в рабство за 3000 — 4000 акче каждый. Греческий историк Михаил Критовул, работавший на султана, также описывает сопротивление и его последствия. Албанцы в его хронике также достигли горных вершин. Легкая османская пехота поднялась на высоты, где они загнали албанцев в угол за скалой и обрушились на них. Многие албанцы прыгали со скал, чтобы избежать резни. Затем османские солдаты захватили в горах многих албанцев в качестве рабов, а также забрали все ценное. Кроме того, для обеспечения будущих походов в Албанию Мехмед приказал вырубить леса, через которые проходили главные дороги. Таким образом, он создал широкие военные дороги, которые были безопасны.

### Осада
Первый этап османской кампании по изоляции Круя продолжался два месяца. Согласно Марину Барлети, основному биографу Скандербега, Скандербег оставил в крепости гарнизон из 4 400 человек под командованием Тануша Топии. В состав гарнизона также входила тысяча венецианских пехотинцев под командованием Бальдассаре Пердуччи и 200 неаполитанских стрелков. Скандербег вывел своих людей из крепости Круя способом, сходным с первой осадой. В османском походе участвовал Баллабан Бадера. Султан предложил вознаграждение гарнизону, если они сдадутся, но гарнизон ответил бомбардировкой османских позиций. Затем турки-османы начали усиленно бомбардировать крепость, но это не возымело никакого эффекта. Согласно документальным источникам, осада началась в середине июня, через месяц после того, как Мехмед начал свою кампанию по принуждению восточных районов Албании к подчинению. Кампания Мехмеда поставила Скандербега в тяжелое положение, в то время как последний ещё не получил финансовой помощи из-за границы.
В начале июля Скандербег отправил Пала Энджели в Венецию. 7 июля Энджели сообщил венецианцам, что Лежская лига продолжает борьбу, а Круя по-прежнему держит оборону, вопреки слухам, утверждавшим обратное. Таким образом, он потребовал прибытия обещанных венецианских войск по условиям союзного договора, подписанного 20 августа 1463 года, и обещанного взноса в размере 3 000 дукатов. Венецианцы ответили, что они уже находятся в трудном положении из-за османской угрозы в Далмации и Эгейском море, где они владели территориями. Они также ответили, что у них были трудности с вербовкой новых солдат из-за финансовых проблем, и они могут отправить только 1 000 дукатов своим проведиторам в Албании. Несмотря на эти трудности, Скандербег и его люди продолжали сражаться. Убедившись, что Круя не будет взята, Мехмед оставил под командованием Баллабана Бадеры 18 000 кавалеристов и 5 000 пехотинцев, а сам в июне 1466 года отступил вместе с главными силами османской армии. Мехмед снял осаду с Дураццо, где турки-османы опустошили все окрестности. Когда Мехмед отстранил от занимаемой должности Дорофея, архиепископа Охридского, выгнал его вместе с его дьяками, боярами и переселил большое количество жителей Охрида в Стамбул, вероятно, из-за их антиосманской деятельности во время походов Скандербега, так как многие из них поддерживали Скандербега и его борьбу. Султан взял с собой 3 000 албанских пленников.

### Строительство крепости Эльбасан

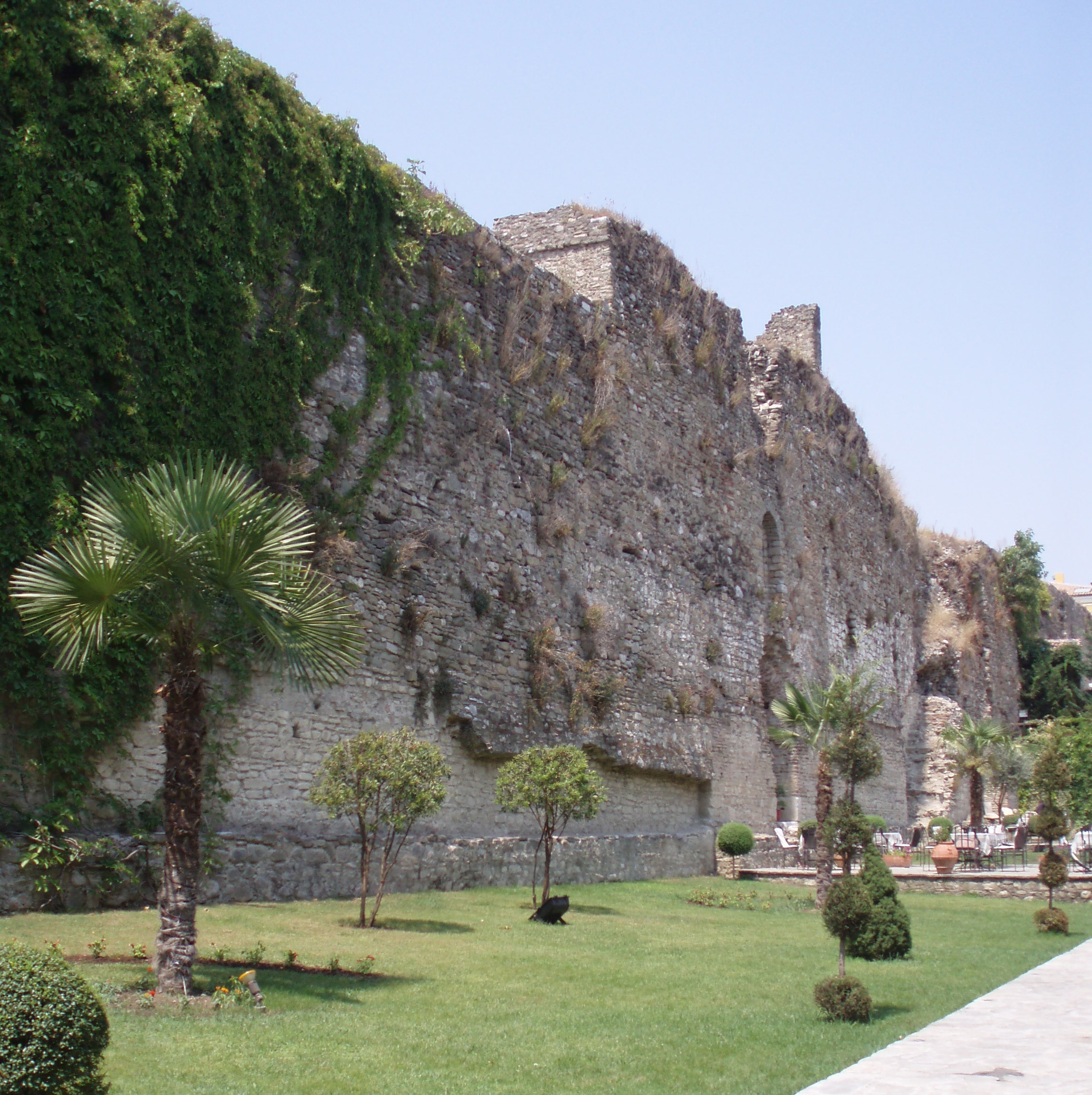
Крепость Эльбасан, Албания

Несмотря на свою неспособность взять Крую, Мехмед Завоеватель решил, что Албания должна быть включена в составе Османской империи. Он создал тимар в Восточной Албании, чтобы ослабить владения Скандербега. Новые османские владения были собраны и переданы под управление санджакбея Дибры. Он также решил построить мощную крепость в центральной Албании, чтобы уравновесить позиции Круя и сформировать базу для дальнейших османских кампаний. Крепость будет называться Эльбасан (Elbasan). По словам османского летописца Кемаля Пашазаде, султан оставил несколько сотен человек для патрулирования этого района и защиты крепости. Фундаменты были построены на поле под названием Jundi, расположенном в долине реки Шкумбини, где географические условия считались благоприятными. Поскольку ресурсы были собраны и сохранены заранее, Эльбасан был построен в течение короткого времени (один месяц), и Франц Бабингер считает, что работа началась в июле. Михаил Критовул, сопровождавший Мехмеда в этом походе, рассказывает, что люди, находившиеся в Эльбасане, постоянно преследовали албанцев, не оставляя им места для убежища и отражая любые албанские силы, спускавшиеся с гор. Благодаря его личному руководству, Мехмед смог увидеть завершение строительства до конца лета. Кроме того, внутри крепости должны были находиться жители, чтобы обслуживать 400 солдат, размещенных там вместе с пушками и катапультами. Крепость была передана под командование Баллабана Бадеры.
Личная забота и внимание, которое Мехмед II уделил строительству Эльбасана, свидетельствует о его важности в планах султана. Об этом ещё раз свидетельствует послание Мехмеда своему сыну, будущему Баязиду II, в котором он описывает, как опустошил страну, а в её центре построил мощную крепость. Албанский историк Марин Барлети говорит, что после своего ухода из Албании Мехмед II прошел через Дибру и убил 8 000 человек, что близко к числу, указанному османским хронистом Оруком Бен Адилем в 7 500 человек. Важность крепости была дополнительно подчеркнута её положением на древней Эгнатиевой дороге и его центральное положение в долине Шкумбини, откуда османы могли добраться до побережья. Эльбасан беспокоил не только албанцев, но и венецианцев, которые считали его близость к Дураццо (30 миль или 48 км) тревожной. 16 августа, примерно в то же время, когда строительство Эльбасана было завершено, Венеция призвала своих проведиторов в Албании сотрудничать с итальянскими и местными войсками в их предполагаемой осаде Эльбасана. Однако вера венецианцев в Скандербега начала ослабевать, так как султан занял гораздо более агрессивную позицию в своих отношениях с Венецией. Так как сеньория все ещё не доставила обещанной помощи, Скандербег послал своего сына Гьона в Венецию. Несмотря на то, что война достигла своего апогея, Гьон вернулся из Венеции с пустыми руками. Это заставило Скандербега обратиться за помощью к Риму и Неаполю.

## Скандербег в Риме

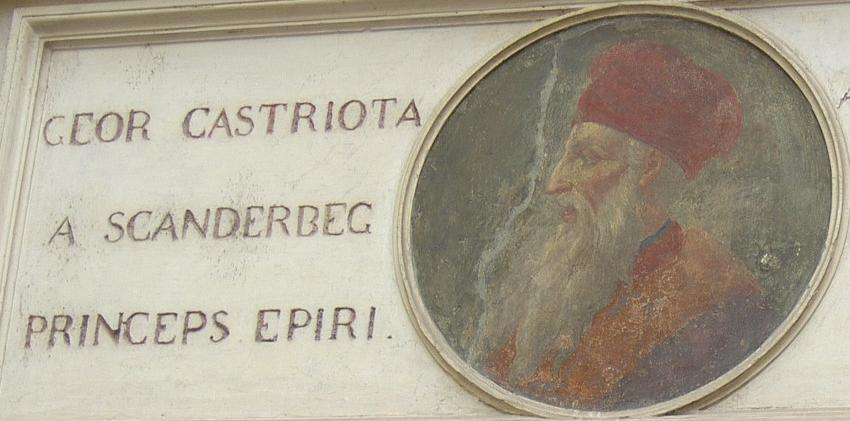
Портрет Скандербега над входом во дворец, где он останавливался в Риме

В октябре 1466 года Скандербег отправился в Италию, чтобы договориться с королем Фердинандом Неаполитанским и папой римским Павлом II о тех условиях, которые они готовы предоставить. В результате соперничества между итальянскими государствами возможность крестового похода была оставлена. Поскольку Павел был венецианцем, Фердинанд также опасался, что его интересы могут быть ущемлены папой, и в конце концов он не посылал никаких ресурсов Скандербегу до тех пор, пока не разрешатся разногласия с соседями. Таким образом, Скандербег покинул Неаполь без какого-либо окончательного соглашения о помощи. Венеция предложила то же самое, и Скандербег отправился к папе римскому Павлу после того, как последний объявил, что христианская лига собрала 100 000 дукатов для запланированного крестового похода. Скандербег прибыл в Рим 12 декабря 1466 года, где его встретили кардиналы и их семьи. Кардиналы описали Скандербега как бедного старика, одетого как обычный солдат. Ему предложили резиденцию в Палаццо ди Сан-Марко, в том, что сейчас называется Пьяцца Венеция, но отказался от этого и вместо этого хотел остаться с другим албанцем, чей дом позже получил название Палаццо Скандербег. Его приветствовали итальянские послы из различных государств, которые предлагали «помощь и милости», а также несколько епископов и прелатов. Папа Павел, однако, все ещё опасался оказывать Скандербегу помощь, потому что считал, что угроза из Неаполя была более мощной, чем османская. В отличие от своих предшественников, папа Павел никогда не пытался организовать крестовый поход против османов и вместо этого предпочитал использовать методы умиротворения. Тем не менее Скандербег продолжал оставаться в Риме, надеясь, что папа Павел выделит часть своих средств (около 500 000 дукатов) Албании. Папа римский Павел заявил Скандербегу, что отказ Венеции сотрудничать с ним не позволяет ему непосредственно помогать Скандербегу. Поэтому Скандербегу предложили выехать в Венецию для продолжения переговоров с республикой.
В последние недели года в Албании не было никаких боевых действий, так как турки-османы обычно не вступали в бой зимой. Но Круя все ещё находился в осаде, и османские гарнизоны в других районах остались. Жизнь стала тяжелее для населения после уничтожения посевов и деревень, а также массы беженцев. 22 ноября в Венецию пришла весть о походах Синан-бея против венецианских владений в Албании. Турки хотели заставить республику согласиться на мир или прекращение огня. Венеция не спешила примириться с Мехмедом из-за давления, оказанного на неё папой Павлом, Венгрией и Неаполем. Попытка склонить на свою сторону венецианцев потерпела неудачу, и поход был отменен. Это имело неблагоприятные последствия для турок-османов, так как Лека Дукаджини, союзник Скандербега в Северной Албании, решил безоговорочно сотрудничать со Скандербегом против османов. В Риме папа продолжал удерживать Скандербега и выделил ему только 300 дукатов на содержание. В канун Рождества Павел пригласил Скандербега на церемонию, где ему вручили меч и шлем. Папа назвал его Александром, царем эпиротов. 7 января 1467 года была созвана консистория, где присутствовали Скандербег и папа римский. По словам кардинала Франческо Гонзаги, папа предложил выделить Скандербегу 5 000 дукатов. Папа римский объяснил, что он отправит больше, как только Италия будет умиротворена. Решение Павла привело к ожесточенным дебатам о будущем Италии, которые оставили судьбу Албании неопределенной. Вторая консистория была созвана 12 января, но не привела ни к чему благоприятному для Скандербега. Современники критически отзывались о задержках папы, но он объяснил, что ждет, что предложит король Фердинанд Неаполитанский, прежде чем предлагать что-либо самому, чтобы не тратить деньги впустую.
Положение Скандербега ухудшилось из-за новостей из Албании, которые укрепили его во мнении, что пребывание в Италии становится все более и более иррациональным. Его пессимизм усилился, когда он узнал, что Венеция теперь вынуждает папу Павла отказаться от помощи Скандербега, поскольку они хотят положить конец войне и капитулировать перед Круе. В первые дни февраля из Дубровника пришли известия о том, что османская кампания близится к концу и что если не принять срочных необходимых мер, Албания падет вместе с владениями Венеции. Просьбы Скандербега о надлежащей помощи постоянно отклонялись на том основании, что сначала должен быть обеспечен мир в Италии, и вместо этого папа Павел приказал королю Неаполя Фердинанду выплатить Скандербегу ту дань, которая была бы дана Риму. Скандербег потерял всякую надежду и решил вернуться в Албанию до того, как уговоры нескольких кардиналов убедили его остаться, предложив помощь из собственного кармана и надеясь убедить Павла. 13 февраля 1467 года была созвана третья консистория, которая, как и две другие, не пришла ни к чему относительно помощи Скандербегу. Скандербег начал свой отъезд из Рима. Папа римский Павел встретился со Скандербегом и разрешил ему взять 7 500 дукатов из вышеупомянутой дани Фердинанда Риму. Однако эта сумма не была собрана, и Павел предложил Скандербегу 2 300 дукатов. Скандербег отбыл из Рима 14 февраля и вскоре получил известие из Албании: война близилась к концу и Скандербегу нужно было вернуться. Однако османская армия, посланная для окончательного разгрома Лежской лиги, потерпела поражение. Он встретился с венецианским проведитором Иосафатом Барбаро в Скутари, где он получил помощь от венецианских дворян.

## Финальные сражения
Поражение османских войск показало, что Лежская лига ещё не была полностью разгромлена. Это позволило Скандербегу посетить неаполитанского короля Фердинанда перед его отъездом из Италии, но он получил только 1 000 дукатов, 300 повозок зерна и 500 дукатов для покупки боеприпасов в Крую. Пока Скандербег находился при его дворе, король Фердинанд принял посла от султана Мехмеда с предложением мира, сигнализируя, что у османов нет никаких агрессивных намерений в отношении Неаполя. Фердинанд принял это предложение, и Скандербег начал свое возвращение в Албанию. Османский военачальник Баллабан Бадера продолжал усиливать осаду Круя. По возвращении в Албанию политическая ситуация начала меняться. Северные албанские князья, в том числе и Дукаджини, убедились в неизбежном поражении и вступили в союз со Скандербегом. Тем временем венецианцы прекратили попытки заключить мир с Мехмедом и согласились сотрудничать со Скандербегом. Скандербег встретился с Дукаджини и другими северными албанскими вождями в Алессио (Леже), где они собрали армию для нападения на войска Баллабана Бадеру. Вместе с отрядом конницы (400 чел.) Дукаджини и большим количеством пехоты, 600 тяжеловооруженными итальянскими солдатами и четырьмя тысячами местных добровольцев из Дураццо, Скутари, Алессио, Дриваста и Антивари, Скандербег собрал под своим командованием 13,400 мужчин, чтобы помочь осажденному гарнизону Круи, как сообщал Деметрио Франко, один из основных биографов и приближенных Скандербега, который также служил Скандербегу. Среди тех, кто присоединился к Скандербегу, был Николо Монета, сеньор Скутари и богатый венецианский патриций.
Османский лагерь Баллабана Бадеры располагался на холмах к юго-западу от Круя и у подножия горы, где он разместил охранный отряд. Остальная часть его армии окружила Крую. Скандербег и его союзники прошли через устье реки Мат и срезали путь через леса Йонимы к рубежам Круи. Скандербег назначил различные группы для нападения на главный османский лагерь: северные албанские войска будут переданы под командование Леки Дукаджини, венецианские батальоны будут находиться под командованием Николо Монеты, а наиболее доверенные силы Скандербега будут переданы другой группе под его командованием. Гарнизон Круи должен был продолжать защищать крепость. Люди Монеты и Дукаджини нападут на осаждающие войска с севера, а люди Скандербега — с юга от Круи, одновременно блокируя любые возможные подкрепления турок с востока. Скандербег первым делом атаковал охранный отряд, оставленный Баллабаном, и овладел этим стратегическим пунктом. Скандербегу удалось разгромить османские силы помощи под командованием брата Баллабана Йонуза и захватить его вместе с сыном. Четыре дня спустя была проведена организованная атака со стороны Скандербега и гарнизона из Круя, в ходе которой войска Баллабана отступили, а сам он был убит в защитником Круи Гергом Льеши (Георгиус Алексиус).

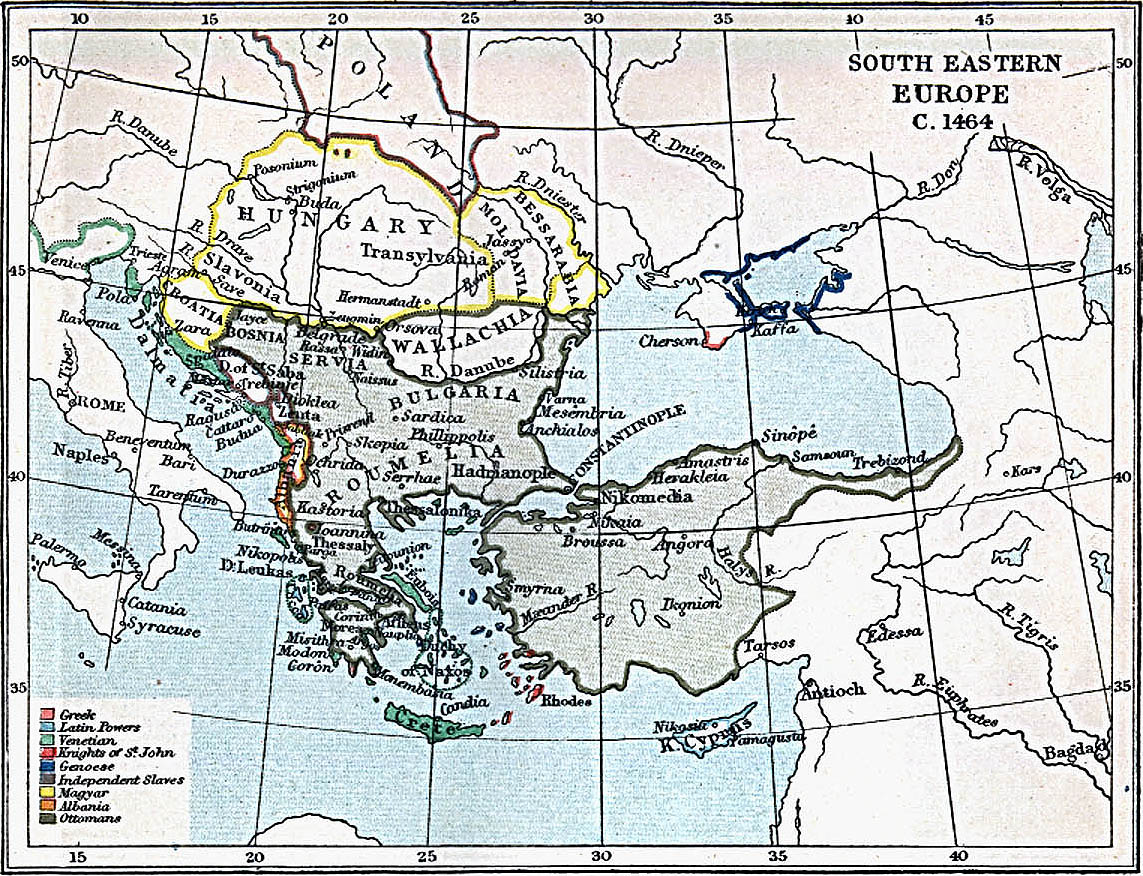
Карта Юго-Восточной Европы в 1464 году

После смерти Баллабана османские войска были оставлены в окружении, и, по словам неаполитанского чиновника Бернандино де Джеральдиниса, в осажденном лагере осталось 10 000 человек. Те, кто находился внутри окружения, просили дать им свободный проход в османские владения, предлагая албанцам сдать все, что находилось в лагере. Скандербег был готов согласиться, но многие дворяне отказались. Среди них был Лека Дукаджини, который хотел напасть на турецкий лагерь и уничтожить его. Албанцы начали уничтожать окруженную армию до того, как османы прорвали себе путь через своих противников и бежали через Дибру. 23 апреля 1467 года Скандербег вступил в Крую. Тем временем венецианцы воспользовались отсутствием Мехмеда в Албании и отправили флот под командованием Ветторе Капелло в Эгейское море. Капелло атаковал и оккупировал острова Имброс и Лемнос, после чего он отплыл назад и осадил Патры. Османский военачальник Тураханоглу Омер-бей привел подкрепление на помощь гарнизону в Патрах, осажденному венецианцами. Омер-бей разбил венецианское войско и снял осаду с Патр.
Победа была хорошо встречена среди албанцев, и рекруты Скандербега увеличились, как это было задокументировано Джеральдини: под командованием Скандербега было собрано 16 000 человек. Каждый день численность его войска увеличивалась. Победа была также хорошо встречена в Италии, и современники надеялись на новые подобные новости. Но, несмотря на потери турок-османов, победа не означала окончания войны. Потрепанные силы Скандербега были пополнены северными воинами и венецианскими солдатами. Однако ситуация оставалась критической из-за экономических трудностей, перенесенных во время осады. Скандербег надеялся только на помощь из Италии, но итальянские государства, несмотря на поздравительные посольства, не прислали никакой финансовой помощи. Венгрия продолжала оборонительную войну, и единственным союзником Скандербега оставалась Венеция. Даже Венеция скептически отнеслась к продолжению войны и была одинока в союзе со Скандербегом. Венеция сообщила Венгрии, что Мехмед предложил мир и готов его принять. Венгрия также выбрала мир, но Мехмед искал мира с Венецией только для того, чтобы изолировать Скандербег, и поэтому мир не был подписан. Скандербег и Венеция постоянно опасались османского гарнизона в крепости Эльбасан. Скандербег возглавил несколько штурмов крепости после того, как его уговорила Венеция, но не смог захватить её из-за отсутствия артиллерии. По словам Михаила Критовула, узнав о поражении турок-османов, султан Мехмед встревожился и начал готовиться к новому походу. Сама Венеция находилась в конфликте со своими итальянскими соседями, которые стали опасаться её растущего влияния на Балканах. Поскольку западные державы воевали между собой, дорога в Албанию была открыта. Таким образом, султан Мехмед Завоеватель решил послать армию, чтобы окончательно подчинить Албанию, что привело к новой осаде Круи.